# Malý Manín
Malý Manín (812 m n.p.m.) – szczyt w Sulowskich Wierchach w Górach Strażowskich na Słowacji.
Wraz z Veľkim Manínem (891 m), od którego oddziela go na południu Wąwóz Maniński, wchodzi w skład wyodrębniającej się grupy górskiej Manínska vrchovina, wysuniętej od głównego ciągu Sulowskich Wierchów blisko 4 km na zachód, w kierunku doliny Wagu.
Malý Manín ma kształt wielkiej kopy, wydłużonej w kierunku północ-południe, o długości ok. 2 km i szerokości ok. 1 km. Jego stoki wschodnie budują wapniste zlepieńce, piaskowce i iłowce z okresu od górnej jury (tyton) do dolnej kredy (apt), natomiast stoki zachodnie – nieco starsze wapienie, zlepieńce, piaskowce i radiolaryty jurajskie z okresu od hettangu do tytonu. Skały te, zwłaszcza na stokach wschodnich i południowych masywu, wychodzą na powierzchnię w postaci licznych progów, ścian i baszt skalnych. Podnóża masywu od strony zachodniej budują utwory fliszowe pasma skałkowego (piaskowce, iłowce, margle, zlepieńce), natomiast od strony wschodniej – podobne utwory, zaliczane już jednak do fliszu Karpat Centralnych.
W masywie Małego Manína wśród form rzeźby krasowej wyróżniają się jaskinie. Są niewielkie, z reguły ich długość nie przekracza 10 m. Charakteryzują je wąskie, szczelinowe korytarze, w większości trudno dostępne. Najdłuższą i najgłębszą z nich jest Jaskyňa Neznámeho o długości korytarzy 75 m i głębokości 29 m. Wyraźny prąd powietrza w wąskich szczelinach wskazuje, że ciąg jaskini postępuje gdzieś dalej. Malomanínska jaskyňa pod szczytem Małego Manína ma długość korytarzy 32 m. Największe zainteresowanie speleologów w Małym Manínie wzbudza Jašteričia priepasť (Priepastná jaskyňa v Jašteričom hrebeni lub Veľká jaskyňa), której studniowate wejście znajduje się na wysokości 464 m n. p. m. Wejście to, które najwyraźniej powstało w wyniku zawalenia się części stropu podziemnej pustki, prowadzi do centralnej komory o ścianach pokrytych senilnymi już naciekami. Komora ta jest najobszerniejszą podziemną salą w całej Manínskiej vrchovinie. W jaskini zimują nietoperze - strome dno jednego z korytarzy pokrywa warstwa nietoperzowego guana.
Góra porośnięta jest lasem bukowym, a na skałach występuje bogata roślinność wapieniolubna. Znaczną część Małego Manína obejmuje rezerwat przyrody Manínska tiesňava.
Ze skał na szczycie góry roztacza się widok na dolinę Wagu i wznoszące się za nią pasma Jaworników. Na Malý Manín nie prowadzą znakowane szlaki turystyczne.